# Вьерн, Луи
Луи́ Викто́р Жюль Вьерн (фр. Louis Victor Jules Vierne; 8 октября 1870, Пуатье — 2 июня 1937, Париж) — французский органист и композитор.

## Биография
Луи Вьерн родился почти слепым, но после операции в семилетнем возрасте его зрение немного улучшилось. Его музыкальные способности проявились очень рано, и под влиянием своего дяди Шарля Колена, профессора Парижской консерватории по классу гобоя и органиста одной из парижских церквей, он начал обучаться игре на фортепиано. Именно от него Вьерн впервые услышал рассказы об известном органисте Сезаре Франке, который позже стал его первым учителем органного искусства. В десятилетнем возрасте Луи Вьерн впервые услышал игру Франка на органе в базилике Св. Клотильды и, по его собственным словам, она стала для него откровением.
В 1881 году Вьерн поступил в школу-интернат для слепых, где помимо традиционных школьных дисциплин обучался игре на органе, фортепиано, скрипке, а также познакомился с гармонией, контрапунктом и композицией. В 1886 году Вьерн завоевал первый приз по скрипке и фортепиано в ежегодном школьном конкурсе. Одним из членов конкурсного жюри был С. Франк. Выступление Л. Вьерна произвело на него сильное впечатление, и он пообещал юному музыканту заняться его обучением после окончания школы. Этот разговор с Франком определил дальнейшую судьбу Луи Вьерна как музыканта.
Два года спустя Вьерн был допущен в качестве слушателя в органный класс Франка, а в 1890 году его мечта сбылась и он стал студентом Парижской Консерватории и учеником Сезара Франка. Однако счастье было недолгим, в том же 1890 году Франк внезапно умер от осложнений после гриппа.
Место профессора по классу органа после С.Франка занял другой известный музыкант, Ш. М. Видор, совмещавший этот пост с должностью титулярного органиста церкви Сен-Сюльпис в Париже. В 1892 году Вьерн стал помощником Видора в церкви Сен-Сюльпис, а спустя два года — ассистентом профессора в консерватории.
Летом 1898 года во время частной поездки в Кан Л. Вьерн встретился с дочерью своего старого знакомого, известного баритона Оперы-Комик Э.-А. Таскина, который брал у него уроки игры на органе. Эта встреча оказалась судьбоносной, и в апреле 1899 года Арлетта Таскин стала женой Вьерна.
К концу XIX века Л. Вьерн являлся автором примерно двух десятков композиций, написанных в жанре фортепианной, вокальной и камерной музыки. В 1899—1900 г. он создал свои первые крупные произведения — Первую симфонию для органа (Op.14) и Торжественную мессу (Op.16) для четырёхголосного смешанного хора, органа и оркестра. Позднее, по совету Ш.-М. Видора, в Мессу вместо редко используемого в духовной музыке оркестра был введён орган. 8 декабря 1901 года состоялась премьера Торжественной Мессы, партии органов исполняли Ш.-М. Видор и сам Л. Вьерн.
В 1900 году на конкурсной основе Вьерн был назначен на пост титулярного органиста Собора Парижской Богоматери, который он занимал до конца жизни. Как и в церкви Сен-Сюльпис, в Соборе Парижской Богоматери был установлен великолепный орган Аристида Кавайе-Коля, особенности звучания которого оказали значительное влияние на органные композиции музыканта. Л. Вьерн очень быстро приобрёл славу блестящего органиста и импровизатора и много концертировал, а после окончания Первой мировой войны гастролировал в Европе (1921—1924 гг.) и Америке (1927 г.), давая помимо концертов и мастер-классы.
Жизнь Луи Вьерна была полна трагических событий. Проблемы со зрением, которое удавалось кратковременно улучшить операциями, преследовали Вьерна всю жизнь. В 1909 году он развёлся с женой, ушедшей к его другу, известному органостроителю Шарлю Мютену, которому Вьерн посвятил Вторую органную симфонию. В 1913 году умер его младший сын, а в ноябре 1917 года Первая мировая война унесла жизнь и старшего сына. В довершение всех несчастий, в мае 1918 года погиб его младший брат-органист, в музыкальное обучение которого Вьерн вложил немало сил.
Л. Вьерн много времени посвящал занятиям со студентами. Начало его педагогической деятельности относится ещё к концу XIX века, когда молодой музыкант работал ассистентом Александра Гильмана, часто замещая профессора во время его частых гастрольных поездок. Начиная с 1911 года Вьерн вёл класс органа в «Схола канторум». Несмотря на проблемы со здоровьем и в личной жизни, он всегда оставался добрым и терпеливым наставником. Среди его учеников были Августин Барье, Марсель Дюпре, Лили и Надя Буланже, Анри Ганьебен и другие известные органисты и композиторы.
В 1931 году заслуги Луи Вьерна получили официальное признание: он стал рыцарем Ордена Почётного легиона.
Луи Вьерн умер 2 июня 1937 года от сердечного приступа в Соборе Парижской Богоматери во время своего 1750-го сольного концерта.

## Творчество
Музыкальный талант Л. Вьерна был весьма многогранным. Выдающийся органист, он в течение 37 лет занимал должность титулярного органиста Собора Парижской Богоматери — одного из престижнейших постов Франции. Вьерн был блестящим виртуозом и славился своими импровизациями, три из которых были записаны в 1928 году и впоследствии транскрибированы Морисом Дюрюфле. Кроме того, Л. Вьерн оставил после себя множество композиций в самых различных музыкальных жанрах. Это музыка для органа, хоровые и вокальные произведения, несколько симфонических сочинений, а также фортепианная и камерная музыка.
Музыкальный язык Вьерна в своем становлении прошёл через различные стили: драматизм и эмоциональный пафос романтизма, нежные «пастельные» краски импрессионизма, крайности модернизма и беспристрастность абстракционизма. А в поздних своих работах композитор обнаружил даже влияние современной музыки и джаза.
Особенности органного языка Л. Вьерна в значительной степени обусловлены богатством звуковой палитры симфонического органа, который постепенно получил признание как концертный инструмент. Этот тип органа обязан своим появлением А. Кавайе-Коллю, который кардинально изменил диспозицию органа, сохранявшуюся в течение нескольких предшествующих столетий, и ввёл дополнительные регистры, имитирующие человеческий голос, явления природы и различные музыкальные инструменты симфонического оркестра. Два главных органа, на которых играл мастер (органы церкви Сен-Сюльпис и Собора Парижской Богоматери) были в XIX веке реставрированы А. Кавайе-Коллем.

### Органные произведения
В органном наследии композитора выделяются два основных жанра: симфония и программная пьеса. Его перу принадлежат шесть органных симфоний, и уже в самой первой из них проявился собственный стиль композитора: стремление к монотематизму, острые хроматические гармонии и обилие диссонансов, владение техникой контрапункта и колористической палитрой. Первые три симфонии принадлежат к довоенному периоду в творчестве композитора; в них он ищет свои формы самовыражения, постепенно отдаляясь от эстетики своих учителей — Франка, Видора и Гильмана. Четвёртая симфония, написанная в 1914 году после нескольких тяжелых потерь, выделяется своей трагедийной концепцией, раскрываемой через колоссальные звуковые и смысловые возможности органа, чего не удавалось достичь ни одному из предшествующих Вьерну органистов. Две последних симфонии композитора, пятая (1924 г.) и шестая (1930 г.), были написаны под впечатлением от гигантских американских органов. В них проявляются новые выразительные средства, наблюдается уход в атональную сферу, отказ от академических традиций и обращение к эстетическим формам XX века (виртуозность, хроматизм).
Среди программных произведений для органа наиболее значительными являются Двадцать четыре пьесы в свободном стиле (Op. 31) и четыре сюиты (Op.51, 53, 54, 55), объединённые общим названием Двадцать четыре фантастические пьесы. Одна из этих пьес, Вестминстерские колокола, является весьма известным произведением и часто исполняется на концертах. Пьесы в свободном стиле (1913—1914 гг.), судя по их прозрачной и несложной фактуре, были созданы с педагогическими целями и вполне доступны начинающему органисту.

### Фортепианная, симфоническая и камерная музыка
Несмотря на то, что наибольшую известность получили органные сочинения Л. Вьерна, его фортепианные и камерные произведения также весьма многочисленны, хотя и более традиционны. Благодаря своему учителю Ш.-М. Видору, уделявшему много внимания фортепианной подготовке будущих органистов, Луи Вьерн в совершенстве владел этим инструментом, хотя и не считал его «своим». И хотя он отказывался давать сольные фортепианные концерты, в приватной обстановке он исполнял такие виртуозные произведения, как «Венский карнавал» Шумана, «Трансцендентные этюды» Листа, сочинения Шопена. Его фортепианное наследие включает несколько ранних опусов, написанную в счастливое время знакомства с будущей женой Бургундскую сюиту (1899 г.), Три ноктюрна (1915 г.), Двенадцать прелюдий (1914—1915 гг.), изящные и очень поэтичные Детские силуэты (1916 г.) и Одиночество (1918 г.), появившееся после двух тяжелых утрат.
Л. Вьерном написана всего одна Симфония (1906—1907 гг.), но его оркестровые произведения включают также Симфоническую поэму для фортепиано и оркестра (1925—1926 гг.), Балладу для скрипки и оркестра (1926 г.) и Симфонические пьесы для органа и оркестра (1926 г.), представляющие собой авторскую переработку первых трёх органных симфоний.
К жанру камерной музыки Вьерн обращался ещё в юности, создав три произведения в 1894 году, включая Струнный квартет, начатый во время летних каникул и завершённый в сентябре. После более чем десятилетнего перерыва Вьерн вновь обратился к этому жанру, написав Сонату для скрипки и фортепиано (1905—1906 гг.), а ещё через несколько лет появились изумительная Рапсодия для арфы (1909 г.) и соната для фортепиано и виолончели (1910 г.). Квинтет для фортепиано и струнных был написан в 1917—1918 году и посвящён памяти старшего сына Вьерна, погибшего на фронте во время Первой мировой войны. Завершают список камерных произведений композитора пять программных пьес, объединённых общим названием «Вечера за границей» для фортепиано и виолончели (1928 г.).
Вьерном также создан ряд хоровых и несколько вокальных произведений.

### Научная и педагогическая деятельность
В течение почти всей своей жизни Вьерн вёл дневник, который помогали записывать сначала его брат Рене, а после его гибели — одна из учениц. В этом дневнике был подробно описан ход его музыкального обучения, сначала в семье, а потом — в школе для слепых, включая занятия на фортепиано и сведения об исполняемом репертуаре. Эти дневники были частично опубликованы ещё при жизни Вьерна в 1934 году, а в 1970 году они вышли во Франции целиком.
Луи Вьерн оставил после себя «Органную методику» (фр. Methode d’Orgue), где изложен опыт всей его работы педагога и концертирующего органиста, встречавшегося с самыми различными инструментами. В ней раскрыты особенности преподавания, представлены взгляды профессионального органиста на инструменты разного времени, изложен проект глобальной реставрации органа собора Парижской Богоматери.

## Дискография
Органные произведения:
- Louis Vierne: Complete Organ Works: Pierre Cochereau & George C. Baker, organ; Solstice; 7 CDs
- Louis Vierne: Complete Organ Works: Christine Kamp, organ; Festivo; 8 CDs completed of 10
- Louis Vierne: Complete Organ Works: Ben van Oosten, organ; MDG; 9 CDs
- Louis Vierne: Complete Organ Works: Wolfgang Rübsam, organ; IFO Records, 2008); 8 CDs (in preparation)
- Louis Vierne: Complete Choral Works: Truro Cathedral Choir; Robert Sharpe & Christopher Gray; Regent Records (2008)
- Organ Symphonies Nos. 1-6: Martin Jean, organ; Loft Recordings
- Organ Symphonies Nos. 1-6: David Sanger, organ; Meridian Recordings
- Organ Symphonies Nos. 1-6: Günther Kaunzinger, organ; Koch-Schwann
- Second Symphony for Organ: Christopher Houlihan, organ; Towerhill Recordings
- 24 Pièces de fantaisie: Günther Kaunzinger, organ; Novalis; 2 CDs
- 24 Pièces en style libre op. 31: Günther Kaunzinger, organ; Koch-Schwann; 2 CDs

Остальные:
- Louis Vierne: Symphonie en la mineur, Poème pour piano et orchestre — François Kerdoncuff, piano; Orchestre Philharmonique de Liège; Pierre Bartholomée, conductor; Timpani (2007)
- Louis Vierne: La Musique de chambre intégrale (The Complete Chamber Music) — François Kerdoncuff, piano; Olivier Gardon, piano; Alexis Galpérine, violin; Odile Carracilly, viola; Yvan Chiffoleau, cello; Christian Moreaux, oboe; Pascale Zanlonghi, harp; Quartour Phillips; 2 CDs; Timpani (2005)
- Louis Vierne: Piano Quintet op. 42: Stephen Coombs, piano; Chilingirian Quartet; Hyperion
- Louis Vierne: L'œuvre pour piano (Works for Piano) — Olivier Gardon, piano; 2 CDs; Timpani (1995)
- Louis Vierne: Mélodies, Volume I — Mireille Delunsch, soprano; François Kerdoncuff, piano; Christine Icart, harp; Timpani (1997)
- Louis Vierne: Mélodies, Volume II — Mireille Delunsch, soprano; François Kerdoncuff, piano; Timpani (2005)
- Louis Vierne: Songs: Rachel Santesso, soprano; Roger Vignoles, piano; Andrew Reid, organ; Hugh Webb, harp; Deux-Elles